# Pilea acanthospermoides
Pilea acanthospermoides är en nässelväxtart som beskrevs av Ignatz Urban och Ekman. Pilea acanthospermoides ingår i släktet pileor, och familjen nässelväxter. Inga underarter finns listade i Catalogue of Life.